# Радованович, Александар
Александар Радованович (серб. Александар Радовановић; род. 11 ноября 1993, Шабац) — сербский футболист, защитник клуба «Альмерия».

## Карьера

### «Мачва»
Воспитанник сербского клуба «Мачва», к которому присоединился в юношеском возрасте. В 2010 году стал выступать с основной командой сербского клуба в рамках Сербской лиги. По окончании сезона 2013/2014 годов стал победителем чемпионата, получив повышение в классе в Первую лигу. Первый матч сыграл 16 августа 2014 года против клуба «Борча», выйдя на замену на 73 минуте. На протяжении сезона футболист был одним из основных игроков клуба, однако закончил сезон на последнем месте и вылетел из Первой лиги. 

### ОФК
В августе 2015 года футболист перешёл в сербский клуб ОФК. Начало сезона футболист пропустил из-за административных проблем, присоединившись к основной команде клуба в конце октября 2015 года. Дебютный матч за клуб сыграл 31 октября 2015 года в матче сербской Суперлиги против «Црвена звезды», выйдя на поле в стартовом составе. Первым результативным действием за клуб отличился 19 марта 2016 года в матче против «Воеводины», отдав голевую передачу. По окончании сезона покинул клуб.

### «Спартак» Суботица
В июле 2016 года футболист на правах свободного агента присоединился к суботицкому «Спартаку», с которым заключил трёхлетний контракт. Дебютировал за клуб 23 июля 2016 года в матче против клуба «Вождовац», выйдя на поле в стартовом составе. Дебютный гол за клуб забил 10 сентября 2016 года в матче против клуба «Явор». На протяжении всего сезона футболист был одним из ключевых игроков сербского клуба, закончив сезон на итоговом десятом месте.
Новый сезон футболист начал с матча 22 июля 2017 года против клуба «Бачка», выйдя на замену на 90 минуте. В своём следующем мате 10 августа 2017 года против клуба «Явор» отличился первым в сезоне забитым голом. В матче 30 сентября 2017 года против клуба «Раднички» отличился забитым дублем. За первую половину сезона футболист успел отличиться 5 забитыми голами в сербской Суперлиге.

### «Воеводина»
В январе 2018 года футболист перешёл в сербский клуб «Воеводина». Сумма трансфера составила порядка 100 тысяч евро. Дебютировал за клуб 17 февраля 2018 года в матче против клуба «Вождовац», выйдя на поле в стартовом составе. Футболист сразу же закрепился в основной команде клуба. Дебютный гол за клуб забил 24 апреля 2018 года в матче против белградского «Партизана». Закончил чемпионат на итоговом восьмом месте.

### «Ланс»
В июне 2018 года футболист перешёл в французский клуб «Ланс», с которым заключил четырёхлетний контракт. Дебютировал за клуб 27 июля 2018 года в мтаче против клуба «Орлеан», выйдя на поле в стартовом составе. Футболист быстро закрепился в основной команде французского клуба, однако под конец года получил разрыв крестообразной связки и выбыл на длительный срок из распоряжения клуба.
К новому сезону футболист начинал готовиться с основной командой клуба. Первый матч сыграл 13 августа 2019 года в рамках Кубка французской лиги против клуба «Труа», выйдя на поле в стартовом составе. Затем футболист сыграл матч за вторую команду клуба 17 августа 2019 года против клуба «Бобиньи». Первый матч в чемпионате сыграл 21 сентября 2019 года против клуба «Кан». Дебютный гол за клуб забил 28 сентября 2019 года в матче против «Парижа». По итогу сезона стал серебряным призёром чемпионата, который был досрочно завершён. В своём следующем сезоне дебютный и единственный матч в Лиге 1 сыграл 18 октября 2020 года против клуба «Лилль». 

### «Кортрейк»
В январе 2021 года футболист перешёл в бельгийский клуб «Кортрейк», подписав трёхлетний контракт. Дебютировал за клуб 2 февраля 2021 года в матче Кубка Бельгии против клуба «Ломмел». Дебютный матч в чемпионате сыграл 21 февраля 2021 года против «Андерлехта», выйдя на поле в стартовом составе. Первым результативным действием за клуб отличился 6 марта 2021 года в матче против клуба «Антверпен», отдав голевую передачу. Футболист быстро закрепился в основной команде бельгийского клуба, став одним из основных игроков.
Новый сезон футболист начал с матча 24 июля 2021 года с матча против клуба «Серен», выйдя на поле в стартовом составе. Первым результативным действием за клуб в сезоне отличился 19 февраля 2022 года в матче против клуба «Зюлте-Варегем», отдав голевую передачу. На протяжении сезона футболист продолжал выступать в клубе в роли ключевого защитника, вместе с которым завершил чемпионат на итоговом тринадцатом месте. Сам футболист за клуб в сезоне отличился своей единственной результативной передачей.

#### Аренда в «Остин»
Следующий сезон летом 2022 года футболист начинал в бельгийском клубе, однако под конец года выбыл из его распоряжения. В марте 2023 года на правах арендного соглашения присоединился к американскому «Остину» до конца июня того же года. Начало сезона футболист пропустил из-за визовых проблем. Дебютировал за клуб 11 мая 2023 года в матче Открытого кубка США против клуба «Нью-Мексико Юнайтед». Свой дебютный матч в американском чемпионате сыграл 14 мая 2023 года против «Далласа». По окончании срока арендного соглашения покинул клуб.

#### Возвращение в «Кортрейк»
В июле 2023 года футболист вернулся в распоряжение бельгийского клуба. Первый матч в новом сезоне сыграл 30 июля 2023 года против «Гента», выйдя на поле в стартовом составе и отличившись забитым автоголом. На протяжении первой половины сезона футболист был одним из основных игроков клуба, часть матчей пропустив из-за травм, результативными действиями не отличившись. В январе 2024 года футболист покинул клуб.

### «Альмерия»
В январе 2024 года футболист на правах свободного агента перешёл в испанскую «Альмерию», подписав контракт до конца июня 2025 года. Дебютировал за клуб футболист 12 февраля 2024 года в матче против клуба «Атлетик Бильбао», выйдя на поле в стартовом составе. 

## Достижения
«Мачва»
- Победитель Сербской лиги: 2013/14